# الذهوب

تعديل مصدري - تعديل

الذهوب هي إحدى حارات حي الظهار بمدينة إب اليمنية، بلغ تعداد سكانها 1451 نسمة حسب تعداد اليمن لعام 2004.